# Aloe grandidentata
Aloe grandidentata es una especie de planta suculenta perteneciente a la familia de los aloes. Es endémica de Sudáfrica, siendo su hábitat natural los matorrales de regiones secas tropicales y subtropicales y zonas rocosas.

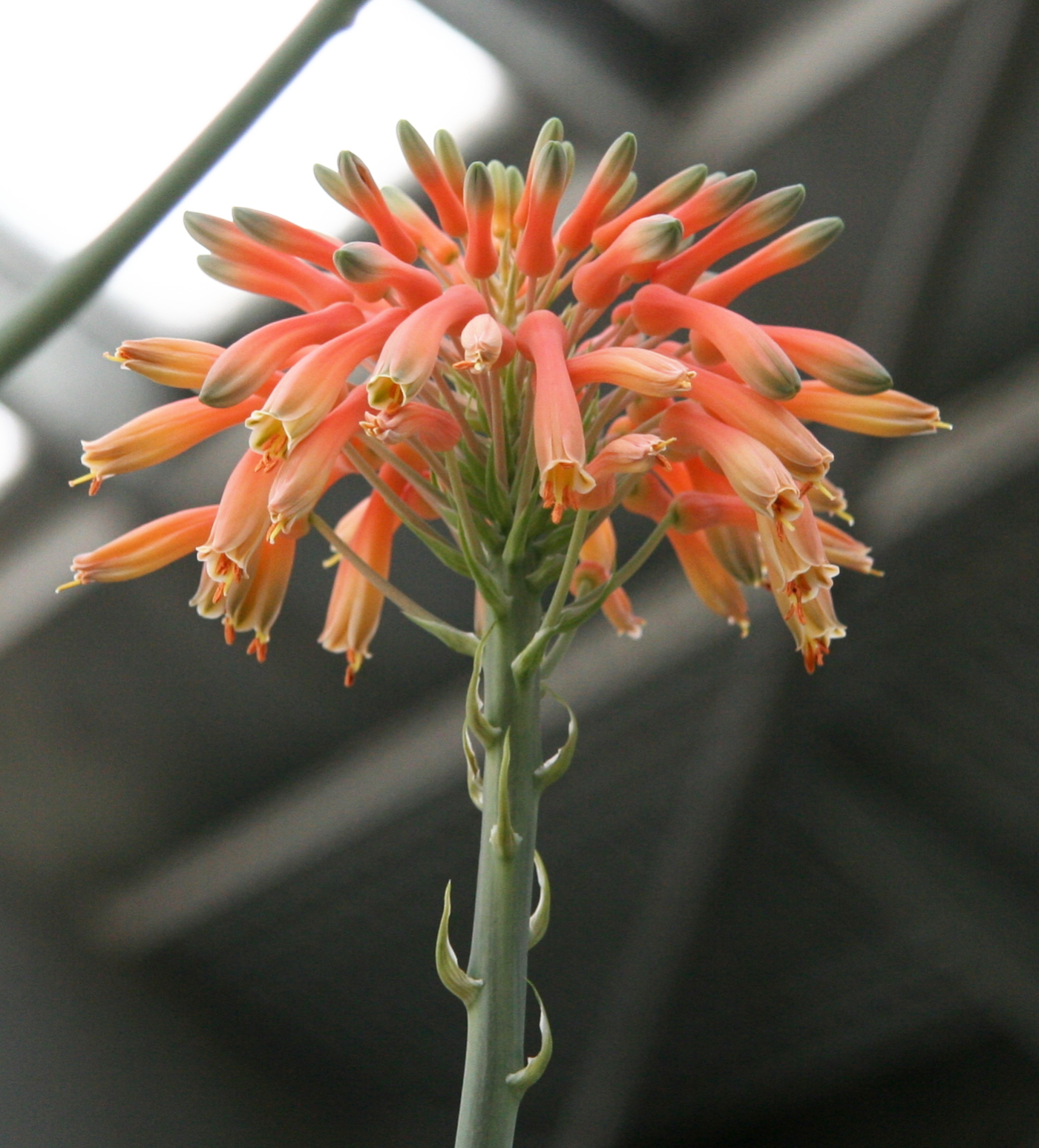
Inflorescencia

## Descripción
Es una planta suculenta con las hojas agrupadas en una roseta basal. Las hojas son de color verde con los márgenes dentados. Las inflorescencias en un tallo erecto con racimos de flores rojas.

## Taxonomía
Aloe grandidentata fue descrita por Joseph de Salm-Reifferscheidt-Dyck y publicado en Observ. Bot. Hort. Dyck. 3: 3, en el año 1822.
Etimología
Aloe: nombre genérico de origen muy incierto: podría ser derivado del griego άλς, άλός (als, alós), "sal" - dando άλόη, ης, ή (aloé, oés) que designaba tanto la planta como su jugo - debido a su sabor, que recuerda el agua del mar. De allí pasó al Latín ălŏē, ēs con la misma aceptación, y que, en sentido figurado, significaba también "amargo". Se ha propuesto también un origen árabe, alloeh, que significa "la sustancia amarga brillante"; pero es más probablemente de origen complejo a través del hébreo: ahal (אהל), frecuentemente citado en textos bíblicos.
grandidentata: epíteto latino que significa "con grandes dientes"